# Phyllanthus nummulariifolius
Phyllanthus nummulariifolius är en emblikaväxtart som beskrevs av Jean Louis Marie Poiret. Phyllanthus nummulariifolius ingår i släktet Phyllanthus och familjen emblikaväxter.

## Underarter
Arten delas in i följande underarter:
- P. n. nummulariifolius
- P. n. vinanibeae
- P. n. capillaris